# 王逢時
王 逢時（おう ほうじ、? - 紀元前12年）は、前漢後期の人物。字は季卿。魏郡元城県委粟里の出身。
王禁の子で、成帝の生母の皇太后王氏（王政君）、及び成帝の執政（大将軍）となった王鳳の異母弟。河平2年（紀元前27年）に兄4人（王譚・王商・王立・王根）と共に列侯（高平侯）に封ぜられ、「五侯」と呼ばれた。
兄たちは朝廷の要職を占めたが、王逢時だけは能力に見るべきものが無かった。元延元年（紀元前12年）に死亡し、戴侯と諡された。子の王買之が高平侯を継いだが、王莽が滅ぶと断絶した。